# Голяма награда на Южна Корея
Голямата награда на Южна Корея е кръг от „Формула 1“ - световния шампионат на ФИА, провеждан от 2010 до 2013 г. на Корейската международна писта в Йонгам, Южна Корея.

## Победители
| Година | Пилот           | Конструктор  | Писта | Статистика |
| ------ | --------------- | ------------ | ----- | ---------- |
| 2013   | Себастиан Фетел | Ред Бул-Рено | Корея | Статистика |
| 2012   | Себастиан Фетел | Ред Бул-Рено | Корея | Статистика |
| 2011   | Себастиан Фетел | Ред Бул-Рено | Корея | Статистика |
| 2010   | Фернандо Алонсо | Ферари       | Корея | Статистика |

## Статистика победи

### Пилоти
| Победи | Пилот           | Постигнати       |
| ------ | --------------- | ---------------- |
| 3      | Себастиан Фетел | 2011, 2012, 2013 |

### Конструктори
| Победи | Конструктор | Постигнати       |
| ------ | ----------- | ---------------- |
| 3      | Ред Бул     | 2011, 2012, 2013 |

### Двигатели
| Победи | Двигател | Постигнати       |
| ------ | -------- | ---------------- |
| 3      | Рено     | 2011, 2012, 2013 |

### Националност на пилотите
| Победи | Страна   | Постигнати       |
| ------ | -------- | ---------------- |
| 3      | Германия | 2011, 2012, 2013 |